# Гамбаров, Михаил Израэлович
Михаил Израэлович (Аракел Израилевич) Гамбаров (11 ноября 1908, Ростов-на-Дону, область Войска Донского — 1991) — советский борец классического стиля, чемпион РСФСР, серебряный призёр чемпионата СССР 1946 года, мастер спорта СССР (1938), Заслуженный тренер СССР (1958). Участник Великой Отечественной войны.

## Биография
Увлёкся борьбой в 1925 году. В 1938 году выполнил норматив мастера спорта СССР. В 1931 году начал заниматься тренерской деятельностью. Подготовил более 70 мастеров спорта СССР, 33 призёра чемпионатов СССР, из них 13 чемпионов СССР.

## Известные воспитанники
- Винник, Анатолий Иванович — тренер по классической борьбе, Заслуженный тренер СССР.
- Климачев, Михаил Иванович — чемпион и призёр чемпионатов СССР, мастер спорта СССР, заслуженный тренер СССР.
- Термолаев, Георгий Манукович — борец вольного и классического стилей, чемпион и призёр чемпионатов СССР, мастер спорта СССР, Заслуженный тренер РСФСР.
- Ткаченко, Григорий Васильевич — борец вольного и классического стилей, чемпион и призёр чемпионатов СССР, Заслуженный мастер спорта СССР. Тренер. Судья всесоюзной категории.
- Хантимерян, Луспарон Амбарцумович — самбист, борец вольного и классического стилей, чемпион и призёр чемпионатов СССР, мастер спорта СССР. Тренер. Участник Великой Отечественной войны.
- Шатворян, Гурген Исаакович — двукратный чемпион СССР, чемпион мира, первый чемпион мира из советских борцов классического стиля в полусреднем весе. Заслуженный мастер спорта СССР.
- Яковенко, Николай Иванович — двукратный серебряный призёр олимпийских игр, двукратный чемпион мира, призёр чемпионата мира, чемпион Европы, неоднократный чемпион и призёр чемпионатов СССР. Заслуженный мастер спорта СССР, Заслуженный тренер СССР.
- Заслуженные тренеры СССР С. Петренко и Ю. Заяц.

## Память

Памятная доска в Ростове-на-Дону

В Ростове-на-Дону на доме Соляной Спуск 9, в котором он жил, установлена мемориальная доска.